# Homestead Valley
Homestead Valley es un lugar designado por el censo ubicado en el condado de San Bernardino en el estado estadounidense de California. En el año 2010 tenía una población de 3.032 habitantes.

## Geografía
Homestead Valley se encuentra ubicado en las coordenadas 34°16′30″N 116°24′13″O / 34.27500, -116.40361.